# H to He, Who Am the Only One
Albums de Van der Graaf Generator
The Least We Can Do Is Wave to Each Other
(1970) Pawn Hearts
(1971)
H to He, Who Am the Only One est le troisième album studio du groupe britannique de rock progressif Van der Graaf Generator. Il est sorti en 1970 sur le label Charisma Records.
Enregistré de manière sporadique au cours de la deuxième moitié de l'année 1970, il est marqué par le départ du bassiste Nic Potter (en), qui réduit le groupe à un quatuor. Parmi les cinq morceaux qui le constituent, certains abordent des thèmes comme l'amour perdu (Lost) ou la solitude (House with No Door) tandis que d'autres racontent l'histoire d'un requin tueur (Killer) ou d'astronautes perdus dans l'espace-temps (Pioneers over c.), reflétant l'intérêt du chanteur et parolier Peter Hammill pour la science-fiction.
À sa sortie, H to He, Who Am the Only One connaît un succès moindre que son prédécesseur The Least We Can Do Is Wave to Each Other malgré de bonnes critiques dans la presse musicale britannique. Il est considéré a posteriori comme l'un des meilleurs albums de Van der Graaf Generator et du genre rock progressif en général.

## Histoire

### Contexte
Van der Graaf Generator connaît un certain succès critique et commercial en Europe avec son deuxième album studio, The Least We Can Do Is Wave to Each Other, sorti en février 1970. Le projet suivant du quintette est une bande originale pour le film Les Inconnus de Malte, mais la musique qu'ils proposent, jugée trop sinistre, est rejetée.
Le groupe commence à se bâtir une réputation sur scène au cours de l'année 1970, mais il s'attire une critique incendiaire de Chris Welch dans Melody Maker pour son concert au Royal Festival Hall au mois de juin. L'écriture de nouveaux morceaux pour un nouvel album démarre vers la même période.

### Enregistrement

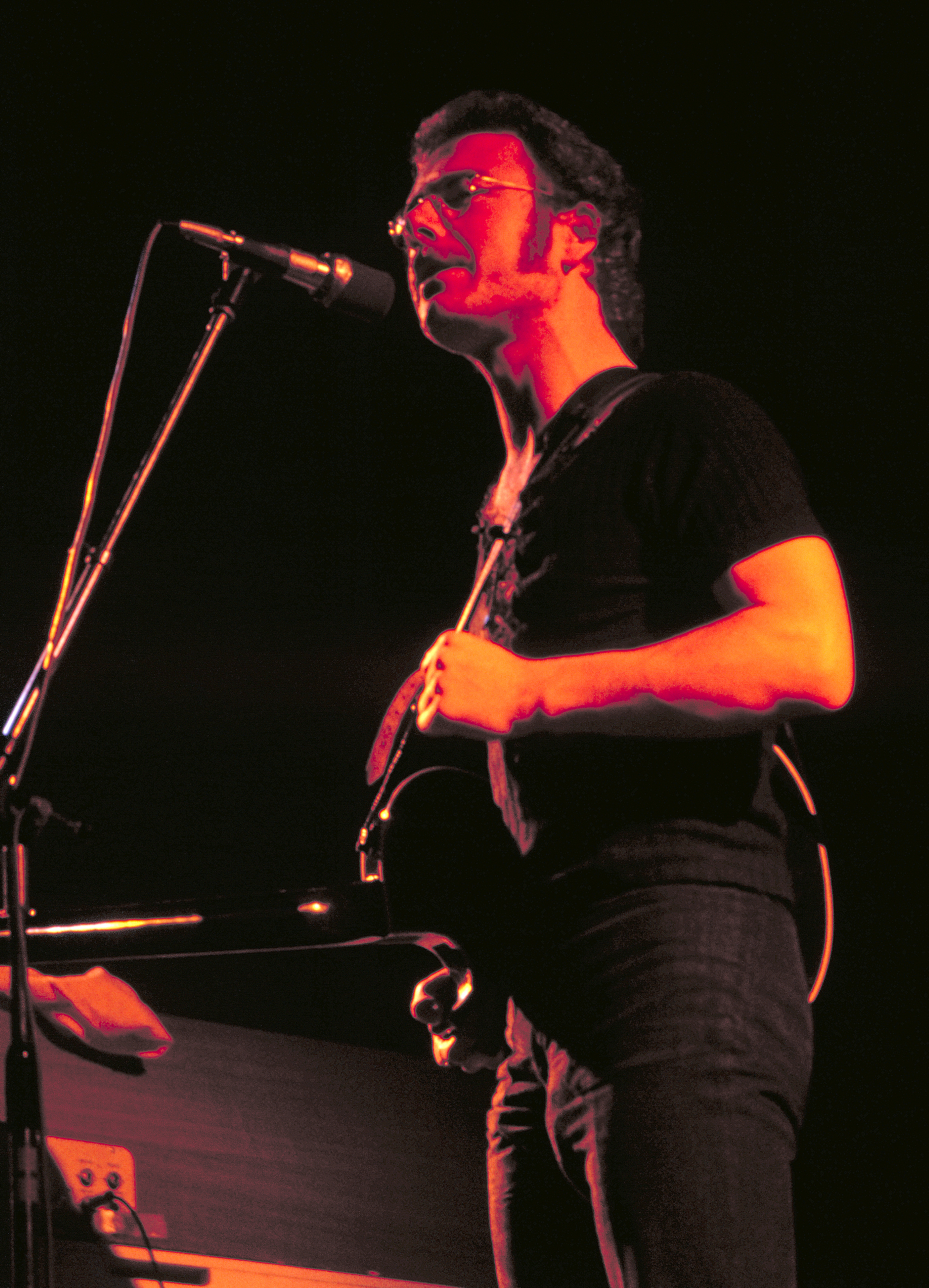
Robert Fripp en 1974.

En raison de son programme de concerts chargé, le groupe ne peut travailler sur son nouvel album que par intermittence entre juin et novembre 1970. Comme le précédent, il est enregistré aux studios Trident de Londres avec le producteur John Anthony (en), qui a développé une bonne relation de travail avec les cinq musiciens. Dans l'ensemble, les musiciens passent de bons moments dans le studio, même si leurs chansons abordent des sujets sombres, et ils s'amusent beaucoup à expérimenter avec leurs instruments.
Peter Hammill souhaite faire appel au guitariste de King Crimson Robert Fripp pour la chanson The Emperor In His War Room. Fripp, qui n'a jamais endossé le rôle de musicien de studio jusqu'alors, se laisse convaincre par John Anthony, d'autant plus facilement qu'il a bien aimé The Least We Can Do Is Wave to Each Other. Il enregistre deux versions de sa partie de guitare sans jamais avoir entendu le morceau auparavant, et ces deux versions sont mélangées sur l'enregistrement final. Fripp travaille à nouveau avec Van der Graaf Generator en 1971 sur leur album suivant, Pawn Hearts.
Pendant l'été, Van der Graaf Generator participe à une série de festivals, ce qui interrompt l'avancement de l'album. En juillet, ils se produisent ainsi à Munich et à Aix-la-Chapelle avec Deep Purple, Pink Floyd, Black Sabbath et Fairport Convention. En août, ils jouent au festival de Plumpton et participent à l'émission de radio In Concert, durant laquelle ils interprètent Killer, un morceau prévu pour leur nouvel album.
Le bassiste Nic Potter (en) annonce son départ juste après le concert de Plumpton. Le nouveau disque n'est pas encore terminé et Potter n'apparaît que sur trois morceaux : Killer, The Emperor in His War Room et Lost. Pour le remplacer, le groupe auditionne au pied levé Dave Anderson, un roadie de Brinsley Schwarz qui fait partie de leurs connaissances, mais il ne se mêle pas bien au son de Van der Graaf Generator. L'organiste Hugh Banton propose à la place d'assurer lui-même le rôle de bassiste, non seulement en jouant de cet instrument, mais aussi en se munissant d'un pédalier. Il fait l'acquisition d'un orgue Hammond en plus de son Farfisa habituel, tandis qu'Anderson devient quant à lui simple roadie du groupe. Le saxophoniste David Jackson commence de son côté à expérimenter avec les versions électriques de son instrument et avec les boîtes d'effets comme le wah-wah.

### Parution et accueil
H to He, Who Am the Only One est publié en décembre 1970 au Royaume-Uni par le label Charisma Records. Son titre fait référence à la formation de noyaux d'hélium (He) à partir de noyaux d'hydrogène (H) par fusion nucléaire dans le cœur des étoiles. Il séduit moins le public que The Least We Can Do Is Wave to Each Other et n'entre pas au classement britannique des meilleures ventes d'albums. Charisma souhaiterait publier Killer en single, comme Refugees l'avait été au début de l'année, mais les musiciens refusent, craignant que Van der Graaf Generator soit catalogué comme un groupe de hard rock. Ils ressentent une forme de conflit d'intérêts dans le fait que leur imprésario, Tony Stratton-Smith, n'est autre que le propriétaire de Charisma Records. Bien qu'elle ne soit pas éditée en single, Killer devient rapidement l'un des morceaux les plus populaires du groupe sur scène.
Pour promouvoir H to He, Who Am the Only One, Stratton-Smith organise une tournée en Angleterre en janvier et février 1971 avec Van der Graaf Generator, Genesis et Lindisfarne. Le groupe de Peter Hammill ayant été le premier à signer chez Charisma, il est la tête d'affiche de ce « Six Bob Tour » (en référence au prix des billets, six shillings). Les concerts rencontrent un grand succès auprès du public et des dates supplémentaires sont organisées en avril.
Dans l'ensemble, la presse musicale britannique réserve un accueil favorable à l'album. Si Disc & Music Echo juge le son du groupe « reconnaissable, mais un peu ennuyeux », Melody Maker applaudit « le brio des chansons », Sounds apprécie le saxophone de Jackson et Record Mirror estime que Van der Graaf Generator est l'un des groupes qui a le plus de chances d'exploser en 1971.

### Postérité
Les critiques rétrospectives de H to He, Who Am the Only One le classent parmi les meilleurs albums de Van der Graaf Generator et les meilleurs albums de rock progressif, à l'image du classement établi par le magazine Q en 2000. Plusieurs musiciens professionnels, comme le chanteur de Iron Maiden Bruce Dickinson ou le guitariste de Blur Graham Coxon, ont exprimé leur admiration pour ce disque.

## Caractéristiques artistiques

### Paroles et musique

Le titre de l'album fait référence au processus de fusion nucléaire.

La première chanson de l'album, Killer, est aussi la première à avoir été enregistrée. Elle est issue de la combinaison de plusieurs fragments d'autres chansons. La structure de base provient d'un morceau écrit par Peter Hammill en 1968, mais elle reprend aussi des éléments de (A Cloud as Big as a Man's Hand), morceau écrit par Chris Judge Smith (en) (un membre fondateur de Van der Graaf Generator qui a quitté le groupe en 1968), et un riff de rock écrit par Hugh Banton en s'inspirant de Brontosaurus (en), un single du groupe de pop The Move. Les paroles s'adressent à un requin qui vit seul au fond de l'océan et tue tous les poissons qui s'approchent de lui.
Suit la ballade House with No Door, dernière chanson écrite pour l'album. Son narrateur éprouve des difficultés à nouer des relations avec les autres.  Hammill réutilise la métaphore de la maison par la suite dans sa carrière solo. The Emperor in His War Room, qui conclut la première face du 33 tours original, raconte l'histoire d'un tyran tourmenté par les fantômes des gens qu'il a soumis à la torture. Elle combine une introduction et une conclusion sombres avec une section centrale plus rock, propulsée par sa ligne de basse. Lost, morceau d'ouverture de la deuxième face, est une chanson d'amour, thème rarement abordé par Van der Graaf Generator. Sa structure de base est développée par les membres du groupe, chacun apportant une section instrumentale.
La suite finale, Pioneers Over c., est coécrite par Hammill avec le saxophoniste David Jackson. Elle est enregistrée en plusieurs morceaux qui sont assemblés dans un second temps, ce qui la rend impossible à jouer sur scène. Elle raconte l'histoire d'un groupe d'astonautes qui parviennent à atteindre une vitesse supraluminique (le c. du titre désignant la vitesse de la lumière). Piégés dans une situation où le temps s'écoule de manière non-linéaire, ils sont incapables de rentrer sur Terre. Tous les membres du groupe contribuent aux arrangements pour exprimer musicalement les sentiments d'isolation et de peur des paroles, à l'image de l'oscillateur dont Hugh Banton se sert comme d'un instrument.

### Pochette et photographie
La pochette est l'œuvre du peintre Paul Whitehead. Il s'agit d'une toile achevée avant l'album intitulée « Birthday » qui représente un rayon de lumière frappant la ville de Londres, en référence à sa naissance. Whitehead est également responsable de l'illustration de la pochette intérieure, « Checkmate », qui représente une galaxie et deux mains gigantesques. Il travaille à nouveau avec Van der Graaf Generator sur leur album suivant, Pawn Hearts, ainsi que pour d'autres artistes de Charisma Records.

## Fiche technique

### Titres
Toutes les chansons sont écrites et composées par Peter Hammill, sauf mention contraire.
| 1. | Killer                                                     | Peter Hammill, Chris Judge Smith (en), Hugh Banton | 8:24 |
| 2. | House with No Door                                         |                                                    | 6:37 |
| 3. | The Emperor in His War Room - a. The Emperor - b. The Room |                                                    | 8:15 |

| 4. | Lost - a. The Dance in Sea and Sand - b. The Dance in Frost |                              | 11:17 |
| 5. | Pioneers Over c.                                            | Peter Hammill, David Jackson | 12:43 |

H to He, Who Am the Only One a été réédité en 2005 avec deux titres bonus :
| 6. | Squid 1 / Squid 2 / Octopus (chute de Pawn Hearts) |  | 15:24 |
| 7. | The Emperor in His War Room (première version)     |  | 8:50  |

### Musiciens

#### Van der Graaf Generator
- Peter Hammill : chant, guitare acoustique ; piano sur House with No Door
- David Jackson : saxophone ténor, saxophone alto, saxophone baryton, flûte, chœurs
- Hugh Banton : orgue Hammond, orgue Farfisa, piano, oscillateur, chœurs ; basse sur House with No Door et Pioneers Over c.
- Guy Evans : batterie, tympanon, percussions
- Nic Potter (en) : basse sur Killer, Lost et les deux versions de The Emperor in His War Room

#### Musicien supplémentaire
- Robert Fripp : guitare électrique sur The Emperor in His War Room

### Équipe de production
- John Anthony (en) : production
- Robin Cable : ingénieur du son
- David Hentschel : ingénieur du son assistant
- Paul Whitehead : pochette